# کیمکو
کیمکو (انگلیسی: Kymco) شرکت تجهیزات ورزشی تایوانی است، که در سال ۱۹۶۳ تأسیس شد.